# Граммы (род)
Граммы (лат. Gramma) — род лучепёрых рыб семейства грамматовых (Grammatidae). Распространены в центрально-западной части Атлантического океана и в Карибском море. Максимальная длина тела представителей рода варьируется от 4,5 до 10 см.

## Описание
Боковая линия прерывистая. Передняя часть боковой линии проходит высоко по телу и доходит до окончания основания спинного плавника. Задняя часть проходит в средней части тела и доходит до хвостового стебля. Край предкрышки зазубренный. Внешние лучи хвостового плавника не утончённые и не шиповидные.
Ярко окрашенные морские рыбы, обычно двуцветные. Популярные объекты морской аквариумистики.

## Классификация
В составе рода выделяют пять видов:
- Gramma brasiliensis I. Sazima, Gasparini & R. L. Moura, 1998
- Gramma dejongi Victor & J. E. Randall, 2010
- Gramma linki Starck & P. L. Colin, 1978
- Gramma loreto Poey, 1868 — Королевская грамма
- Gramma melacara J. E. Böhlke & Randall, 1963